# Rāth
Rāth är en ort i Indien.   Den ligger i distriktet Hamīrpur och delstaten Uttar Pradesh, i den centrala delen av landet, 400 km sydost om huvudstaden New Delhi. Rāth ligger 171 meter över havet och antalet invånare är 61 728.
Terrängen runt Rāth är mycket platt. Runt Rāth är det tätbefolkat, med 266 invånare per kvadratkilometer. Rāth är det största samhället i trakten. Trakten runt Rāth består till största delen av jordbruksmark.